# Lemma di Kac
In  fisica matematica, nell'ambito della teoria ergodica, il lemma di Kac, dimostrato dal matematico Mark Kac nel 1947, è un lemma che stabilisce che in uno spazio di misura l'orbita di quasi tutti i punti contenuti in un insieme {\displaystyle A} di tale spazio, la cui misura è {\displaystyle \mu (A)}, ritornano in {\displaystyle A} entro un tempo medio inversamente proporzionale a {\displaystyle \mu (A)}.
Il lemma estende quanto affermato dal teorema di ricorrenza di Poincaré, in cui si dimostra che i punti ritornano in {\displaystyle A} infinite volte.
Poiché lo spazio delle fasi di un sistema dinamico a {\displaystyle n} variabili e limitato, ossia con le {\displaystyle n} variabili che hanno tutte un minimo e un massimo, è, per il teorema di Liouville, uno spazio di misura, il lemma implica che data una configurazione del sistema (punto dello spazio) il tempo di ritorno medio vicino a tale configurazione (in un intorno del punto) è inversamente proporzionale alla grandezza in volume dell'intorno considerato.
Normalizzando a 1 la misura complessiva dello spazio, esso diventa uno spazio di probabilità e la misura {\displaystyle P(A)} di un suo insieme {\displaystyle A} rappresenta la probabilità di trovare il sistema negli stati rappresentati dai punti di tale insieme. In questo caso il lemma implica che quanto più piccola è la probabilità di trovarsi in un certo stato (o intorno di esso), tanto più lungo è il tempo di ritorno vicino a tale stato.
In formule, se {\displaystyle A} è la regione intorno al punto iniziale e {\displaystyle T_{R}} il tempo di ritorno, il suo valore medio è:
{\displaystyle \langle T_{R}\rangle =\tau /P(A)}
Dove {\displaystyle \tau } è un tempo caratteristico del sistema considerato.
Si noti che poiché il volume di {\displaystyle A}, quindi {\displaystyle P(A)}, dipende esponenzialmente dal numero di variabili del sistema ({\displaystyle A=\epsilon ^{n}}, con {\displaystyle \epsilon } lato infinitesimo, quindi minore di 1, del volume in {\displaystyle n} dimensioni), {\displaystyle P(A)} decresce esponenzialmente all'aumentare delle variabili in gioco nel sistema e di conseguenza cresce esponenzialmente il tempo di ritorno.
In pratica, all'aumentare delle variabili necessarie per descrivere il sistema, il tempo di ritorno cresce rapidamente.
Intuitivamente è abbastanza ovvio comprendere che se le configurazioni possibili sono di numero finito prima o poi si ripeteranno. Altrettanto intuitivo è che le configurazioni più probabili si ripeteranno più frequentemente.